# Петров, Владимир Михайлович (чекист)
Влади́мир Миха́йлович Петро́в (настоящее имя — Влади́мир Миха́йлович Пролета́рский, при рождении Афана́сий Миха́йлович Шорохов, по австралийскому паспорту Свен Эллисон; 15 февраля 1907 — 14 июня 1991) — советский дипломат и разведчик, невозвращенец.

## Годы молодости
Афанасий Михайлович Шорохов родился в крестьянской семье в селе Лариха Тобольской губернии. В 1923 году вступил в комсомол и в 1929 году сменил имя на звучное Владимир Пролетарский.
Служил на Балтийском флоте шифровальщиком.
С 1933 года — сотрудник ОГПУ, работал в иностранном отделе под руководством Глеба Бокия. В 1938-39 годах служил в Китае начальником шифровального подразделения. Награжден орденом Красной Звезды (19.10.1938).
Перед переброской в Швецию сменил имя на Владимир Петров. В 1942 был послан вместе с женой, Евдокией Петровой (Карцевой), в Швецию, где оба работали в качестве шифровальщиков советского посольства в Стокгольме под руководством известной другой супружеской пары — Бориса Рыбкина и Зои Воскресенской.
В 1951 году был отправлен в Австралию в качестве резидента советской разведки под прикрытием должности третьего секретаря посольства СССР. Олег Гордиевский утверждал, что Петрова в Австралию направил лично Л. П. Берия.
В 1954 году, проработав в Австралии три года, Петров, вступив в контакт с русскоязычным эмигрантом Майклом Бялогурским, попросил политическое убежище, не поставив жену в известность. Через 10 дней убежище Петрову было предоставлено. Позднее убежище получила и его жена, Евдокия Петрова, также офицер-шифровальщик советской резидентуры в Австралии.

## Побег в Австралию

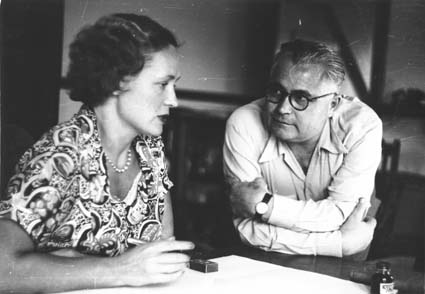
Евдокия и Владимир Петровы

В 1953—1954 годах после ареста и расстрела Лаврентия Берии, началась «чистка» заграничных резидентур от бериевских кадров. Опасаясь возможности быть отозванным в СССР и там подвергнутым репрессиям, Петров 1954 по собственной инициативе вошёл в контакт с австралийскими спецслужбами (ASIO) и попросил политического убежища в Австралии. Петров попросил убежище будучи один, без своей жены Евдокии Петровой, которая в это время находилась в другом городе. Двое сотрудников КГБ силой привезли её в аэропорт Канберры и против её воли в присутствии журналистов и фоторепортеров затащили в самолет, отправляющийся в СССР. Самолет сделал промежуточную посадку для дозаправки в аэропорту Дарвина. По распоряжению премьер-министра Австралии Роберта Мензиса в дело вмешалась австралийская полиция. Полицейские в Дарвине поднялись на борт самолета, под предлогом запрета провоза огнестрельного оружия на борту самолета разоружили двух советских «дипкурьеров» и освободили Евдокию Петрову, после чего она смогла присоединиться к мужу. Петров взял с собой ряд документов, раскрывающих работу советской разведывательной деятельности в Австралии, которые рассматривались парламентской комиссией, но не были рассекречены австралийцами. Петров также передал массу данных о работе советских резидентов в Швеции и Финляндии. Благодаря его показаниям британская контрразведка смогла установить личность третьего члена «кембриджской пятерки» — Кима Филби — после бегства в СССР в 1951 году первых двух, Берджеса и Маклейна.
Летом 1954 года писатель Ян Флеминг прилетел в Австралию, чтобы взять интервью у Петрова, однако руководство британской разведки запретило публиковать полную версию и в «Санди Таймс» вышел фрагмент, где советский разведчик рассказывает о своем увлечении футболом. Запрет на публикацию подтолкнул Флеминга на создание романа «Из России с любовью».

## Дальнейшая судьба
В 1956 году получил австралийское гражданство. Вышла книга воспоминаний Петровых "Империя страха", написанная офицером ASIO Майклом Твэйтесом по их рассказам. Петровы до конца своих дней жили в Австралии под охраной австралийских спецслужб под именами супругов Эллисон, почти не общаясь с журналистами. В середине 1970-х Петров перенес ряд инсультов и последние 17 лет жизни провел в доме престарелых в инвалидном кресле. Евдокия Петрова пережила мужа на 11 лет и скончалась в 2002 году.
Советская внешняя контрразведка имела планы похищения Петрова и вывоза его в СССР для показательного суда.